# Уго Пігато
Уго Пігато (італ. Ugo Pigato; нар. 14 квітня 1968) — колишній італійський тенісист.
Найвищу одиночну позицію світового рейтингу — 373 місце досяг 31 липня 1989, парну — 164 місце — 31 липня 1989 року.

## Фінали ATP Челленджер

### Парний розряд: 3 (1–2)
| Результат | Ранг | Дата     | Турнір            | Покриття | Партнер             | Суперники                      | Рахунок       |
| --------- | ---- | -------- | ----------------- | -------- | ------------------- | ------------------------------ | ------------- |
| Поразка   | 1.   | Вер 1988 | Верона, Італія    | Ґрунт    | Марчелло Бассанеллі | Ронні Ботман Стефан Свенссон   | 4–6, 6–1, 4–6 |
| Поразка   | 2.   | Лип 1989 | Салерно, Італія   | Ґрунт    | Стефано Меццандрі   | Нікола Бруно Федеріко Мордеган | 6–7, 2–6      |
| Перемога  | 1.   | Сер 1989 | Женева, Швейцарія | Ґрунт    | Петер Баллауфф      | Арно Боеч Ктіслав Доседель     | 6–4, 6–3      |